# Mathem
Mathem i Sverige AB, av företaget skrivet MatHem i Sverige AB, är ett svenskt e-handelsföretag inom detaljhandeln. Huvudkontoret är baserat i Stockholm. Egna lager finns i Stockholm. Sedan början av 2024 slogs bolaget ihop med sin motsvarighet i Norge, Oda. 
Kunderna kan via företagets webbplats beställa matvaror och färdiga middagskassar för hemleverans i Stockholm, Uppsala, Västerås, Göteborg, Skåne-regionen, Norrköping, Halmstad och Linköping.

## Historik
Företaget ide fick Tomas Kull sommaren 2006 då han skulle handla mat åt en person med diabetes och hade svårt att enkelt hitta rätt produkter i en fysisk butik. Tomas försökte först sälja in idén till ICA Kvantum i Sickla där Tomas var styrelseordförande, men det slutade med att Tomas själv grundade företaget och lanserade MatHem i början av 2008. Tomas hustru Karolin som jobbade som coach anslöt 2008 och blev marknadschef. Tomas och Karolin Kull  var aktiva i bolaget fram till våren 2019. Övriga ägare är bland andra Kinnevik, riskkapitalbolaget Verdane, Karl-Johan Persson, Erik Mitteregger, danska motsvarigheten Nemlig.com:s ägare Anders Holch Povlsen och det norska holdingbolaget Ferd.
Den första försäljningen till konsument skedde november 2008. Försäljningen skedde i början enbart i Stockholmsområdet genom att man plockade sina matvaror i ICA Kvantum Sickla samt senare i Uppsala genom ett samarbete med ICA Supermarket Väst.  Första stora erkännandet fick MatHem 2010 när de utsågs till Sverige bästa matbutik på nätet samt fick pris som Sveriges 6:e bästa sajt.  Följande åren utsågs MatHem till Sveriges bästa matbutik på nätet åtskilliga gånger. .
2010 lanserade även MatHem som första matbutik på nätet sin app. 
2011 köpte MatHem Hemmalivs och etablerade sig genom det i Skåne och Göteborg. I slutet av året lanserade MatHem den virtuella butiken för vilken man vann Guldmobilen.
2012 förvärvades först Tasteline  och senare NetXtra. Genom köpet av NetXtra fick MatHem tillgång till eget lager i Stockholm samt bytte huvudleverantör till Axfood. 
Under 2013 etablerade MatHem egna lager även i Göteborg och Malmö från att tidigare ha plockat i butik där. 
2016 var MatHem det första matbutiken på nätet som började erbjuda samma dag leverans. 
2017 inledde MatHem ett samarbete med postnord vilket innebar att de som handlat andra saker på nätet och ville returnera varor kunde göra det genom Mathem. Samma år bytte MatHem huvudleverantör till Bergendahls.  I slutet av 2017 investerade Clas Ohlson i MatHem  Clas Ohlson har därefter börjat sälja sina produkter genom MatHem vilket inneburit att var tionde kund handlat en vara från Clas Ohlson.
2018 förvärvades Fruktbudet  samt MatHem vann priset som årets ekobutik.
2019 investerade Kinnevik ca 900 miljoner kronor i bolaget. I samband med investeringen gick Andreas Bärnström från Kinnevik in som styrelseordförande. Under våren 2019 bestämde sig Tomas och Karolin Kull att lämna sin roller i företaget. Ny VD i bolaget blev Johan Lagercrantz.  Han har tidigare arbetat som koncernchef i Ranstad, styrelsearbete i Paradiset samt försäljning av kött från egna gården genom Tre bönder.
I slutet av 2021 köpte Mathem den Axfood-ägda sajten Mat.se för 688 MSEK och betalning skedde i aktier. Från början var det tänkt att båda sajterna skulle agera separat men ägas av samma företag (Mathem), men så blev inte fallet och Mat.se-domänen pekar nu direkt till Mathem.se.
Företaget omsatte 2018 ca 1 352 miljoner kronor och hade omkring 1 300 anställda. Idag [när?] har de växt och är omkring 1800 anställda.
2023 köps Mathem av sin norska motsvarighet Oda.
September 2024 inleder MatHem en rekonstruktion.